# Site historique

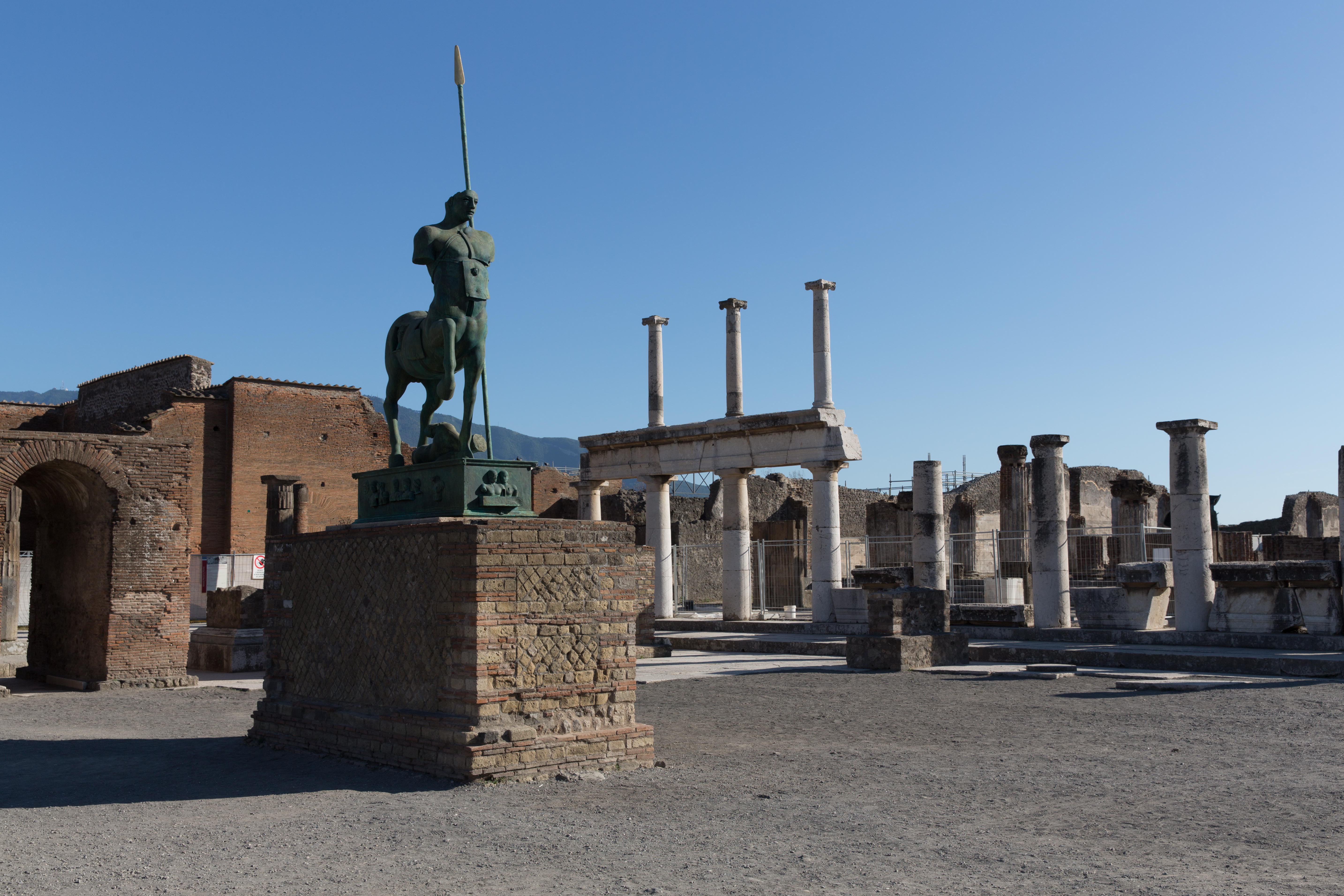
L'un des sites historiques les plus connus d'Europe, l'ancienne ville romaine de Pompéi.

Un site historique ou site patrimonial est un lieu officiel où des éléments d'histoire politique, militaire, culturelle ou sociale ont été préservés en raison de leur valeur patrimoniale culturelle. Les sites historiques sont généralement protégés par la loi, et beaucoup ont été reconnus avec le statut de lieu historique national officiel. Un site historique peut être tout bâtiment, paysage, site ou structure d'importance locale, régionale ou nationale.

## Principe
Les sites historiques et les sites patrimoniaux sont souvent entretenus pour que le public puisse les visiter. Les visiteurs peuvent sortir d'un sentiment de nostalgie des époques révolues, de vouloir en savoir plus sur leur patrimoine culturel ou d'intérêt général pour en savoir plus sur le contexte historique du site,. De nombreux sites proposent des visites guidées aux visiteurs réalisées par du personnel du site formé à proposer une interprétation de la vie au moment où le site le représente. Un site peut également avoir un centre d'accueil avec une architecture et des installations plus modernes, qui sert de passerelle entre le monde extérieur et le site historique, et permet aux visiteurs d'apprendre certains des aspects historiques du site sans exposer de manière excessive des emplacements qui peuvent nécessiter des délicates traitement.